# 大石八治
大石  八治（おおいし はちじ、1908年〈明治41年〉3月10日 - 1976年〈昭和51年〉7月20日）は、日本の政治家。衆議院議員（3期、自由民主党）。

## 経歴
1908年（明治41年）静岡県榛原郡吉田町に生まれる。1926年（大正15年）静岡県立榛原中学校を卒業。1929年（昭和3年）横浜高等商業学校を卒業。1934年（昭和9年）日本共産党に資金提供していたとして治安維持法違反の疑いで逮捕。
1951年（昭和26年） 静岡県議会議員に初当選。4期務め、静岡県議会議長も歴任。1960年（昭和35年）第29回衆議院議員総選挙に自由民主党から静岡1区へ立候補するも落選。
1963年（昭和38年）第30回衆議院議員総選挙静岡1区初当選。1967年（昭和42年）第31回衆議院議員総選挙、1969年（昭和44年）第32回衆議院議員総選挙と再選。
1970年（昭和45年）第3次佐藤内閣自治政務次官に任命。1972年（昭和47年）第33回衆議院議員総選挙に出馬せずに政界を引退。後継は長男でNHKアナウンサーの大石千八。
自民党では政調地方行政部会長、同和対策特別委員会副委員長、静岡県連会長、民間では日本茶業中央会会長、日本種豚登録協会副会長、静岡県茶業会議所副会頭、静岡県スキー連盟会長を務めた。
1976年（昭和51年）7月20日死去、68歳。死没日をもって勲二等瑞宝章追贈、正四位に叙される。

## 家族
- 長男 - 千八（衆議院議員。郵政大臣）
- 孫 - 秀政（元衆議院議員）